# Sālūk
Sālūk (persiska: سَلُّك, سالوک) är en ort i Iran.   Den ligger i provinsen Hamadan, i den nordvästra delen av landet, 270 km sydväst om huvudstaden Teheran. Sālūk ligger 2 073 meter över havet och antalet invånare är 117.
Terrängen runt Sālūk är lite kuperad, och sluttar norrut.Runt Sālūk är det ganska tätbefolkat, med 104 invånare per kvadratkilometer. Närmaste större samhälle är Malāyer, 16,3 km väster om Sālūk. Trakten runt Sālūk består i huvudsak av gräsmarker.